# Krasiejów
Krasiejów is een plaats in het Poolse district Opolski (Opole), woiwodschap Opole. De plaats maakt deel uit van de gemeente Ozimek en telt 2050 inwoners.
In het dorp ligt het Jurapark Krasiejów, een attractiepark/museum waar replica's van dinosaurussen op ware grootte worden tentoongesteld. Het park is aangelegd in een kleigroeve waar vele skeletten van dinosaurussen zijn gevonden.